# Immeuble de Josif Šojat à Belgrade
L'immeuble de Josif Šojat (en serbe cyrillique : Зграда Јосифа Шојата ; en serbe latin : Zgrada Josifa Šojata) est situé à Belgrade, la capitale de la Serbie, dans la municipalité urbaine de Stari grad. Construit en 1935, il est inscrit sur la liste des biens culturels de la Ville de Belgrade.

## Présentation
L'immeuble de l'entrepreneur Josif Šojat, situé 14 rue Brankova, est un immeuble conçu pour la location d'appartements, typique d'une période de rareté dans l'offre de logements. Il a été construit en 1935 d'après les plans des architectes Petar et Branko Krstić. Le bâtiment est constitué d'une cave, d'un rez-de-chaussée réservé à des boutiques et de quatre étages, ainsi que d'un autre étage, plus petit, situé dans les combles. La façade est très simple, avec un jeu entre la façade plane et des ouvertures rectangulaires. Un balcon unique donne un rythme au premier étage.
L'immeuble de Josif Šojat constitue un excellent exemple de l'architecture fonctionnelle à Belgrade dans l'entre-deux-guerres ; il représente aussi l'une des créations les plus importantes des frères Krstić, dans la lignée d'une architecture moderne sans décoration.